# Interferență

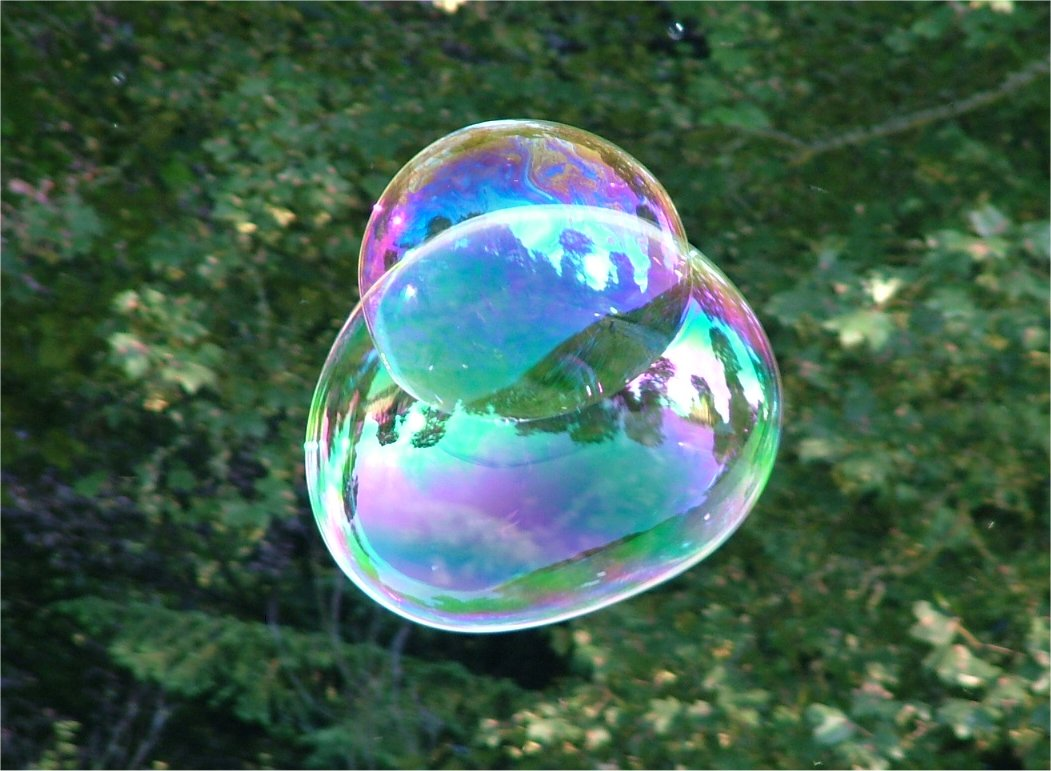
Irizațiile bulelor de săpun sunt datorate interferenței.

Interferența reprezintă fenomenul de suprapunere a două sau mai multe unde care se întâlnesc într-un punct din spațiu. Pentru a obține un fenomen de interferență staționar, undele trebuie să aibă aceeași frecvență și să fie coerente, adică să aibă o diferență de fază constantă. În acest caz, în anumite puncte din spațiu se vor forma zone cu aceeași valoare a intensității rezultante numite franje de interferență. Franjele pot fi de minim sau de maxim, în funcție de valoarea amplitudinii rezultante.

## Interferența undelor coerente
Considerând două unde sinusoidale {\displaystyle \psi _{1}} și {\displaystyle \psi _{2}}
{\displaystyle \psi _{1}=A_{1}\sin(\omega _{1}t+\varphi _{1})} și {\displaystyle \psi _{2}=A_{2}\sin(\omega _{2}t+\varphi _{2})\,}
unde
- {\displaystyle A_{1}}, {\displaystyle A_{2}} reprezintă amplitudinile celor două unde;
- {\displaystyle \omega _{1}}, {\displaystyle \omega _{2}} sunt pulsațiile undelor;
- {\displaystyle \varphi _{1}}, {\displaystyle \varphi _{2}} - fazele inițiale;
- {\displaystyle t} - timpul.

Amplitudinea undei rezultante va avea valoarea
{\displaystyle A^{2}=A_{1}^{2}+A_{2}^{2}+2A_{1}A_{2}\cos \Delta \varphi \,}
unde {\displaystyle \Delta \varphi =(\omega _{2}-\omega _{1})t+(\varphi _{2}-\varphi _{1})} este diferența de fază a celor două unde.
În acest caz, intensitatea undei rezultante va avea aceeași valoare în întreg domeniul de suprapunere a celor două unde. Interferența este caracterizată, însă, prin variații periodice ale acestei mărimi care au loc atunci când {\displaystyle \Delta \varphi } este constant în timp. Prin urmare, este necesar studiul fenomenului în cazul în care pulsațiile celor două unde sunt egale, adică acestea sunt coerente. În cazul undelor luminoase, trebuie impusă și condiția ca diferența fazelor inițiale să fie constantă deoarece emisia acestor unde are loc spontan și discontinuu.
Dacă undele coerente sunt emise de două surse punctiforme, S1 și S2, funcțiile de undă în punctul P
{\displaystyle \psi _{1}={\frac {A}{r_{1}}}\sin 2\pi \left({\frac {t}{T}}-{\frac {r_{1}}{\lambda }}\right)} și {\displaystyle \psi _{2}={\frac {A}{r_{2}}}\sin 2\pi \left({\frac {t}{T}}-{\frac {r_{2}}{\lambda }}\right)}
unde
- A reprezintă amplitudinea undelor,
- {\displaystyle r_{1}}, {\displaystyle r_{2}}, distanțele de la cele două surse la punctul P,
- {\displaystyle T}, perioada,
- {\displaystyle \lambda }, lungimea de undă.

Pentru simplificare se consideră fazele inițiale nule și punctul P în care se studiază interferența suficient de îndepărtat de cele două surse, astfel încât distanțele {\displaystyle r_{1}\approx \;r_{2}=r}.
Unda rezultantă va avea expresia
{\displaystyle \psi =\psi _{1}+\psi _{2}=2a\cos \pi {\frac {(r_{2}-r_{1})}{\lambda }}\sin 2\pi \left({\frac {t}{T}}-{\frac {r_{1}+r_{2}}{2\lambda }}\right),a={\frac {A}{r}}\,}.
Locul geometric al punctelor de fază egală este dat de relația
{\displaystyle r_{2}+r_{1}=const.} care reprezintă ecuația unei familii de elipsoizi de revoluție cu focarele S1 și S2, punctele în care se află sursele.
Amplitudinea undei rezultante variază după funcția 
{\displaystyle A_{rez}=\left|2a\cos \pi {\frac {(r_{2}-r_{1})}{\lambda }}\right|} și este constantă pentru
{\displaystyle r_{2}-r_{1}=const.} care descrie o familie de hiperboloizi de rotație cu focarele în S1 și S2.
Prin urmare, în urma interferenței se formează zone în care amplitudinea undei rezultante are valoare maximă, corespunzătoare valorilor ±1 ale funcției cosinus, și zone de minim, în care amplitudinea este nulă. De aici rezultă condiția de maxim,
{\displaystyle r_{2}-r_{1}=2k{\frac {\lambda }{2}},\,}
iar condiția de minim,
{\displaystyle r_{2}-r_{1}=(2k+1){\frac {\lambda }{2}}.\,}
La intersecția acestor zone cu un plan paralel cu segmentul S1S2 se distinge o figură de interferență cu franje de forma unor hiperbole. Într-un plan perpendicular pe S1S2, situat în afara acestuia, figura de interferență este alcătuită din cercuri concentrice.

## Interferența luminii
Interferența (în spectrul vizibil) este fenomenul de suprapunere a două sau mai multe unde coerente într-o anumită zonă din spațiu ducând la obținerea unui tablou staționar de maxime și minime de interferență.
Pentru a obține un fenomen de interferență staționară, undele trebuie să aibă aceeași frecvență și să fie coerente, adică să aibă o diferență de fază constantă.
Undele coerente sunt undele între care există relații constante în timp ( diferența de fază, amplitudinea), iar fenomenul de interferență se poate observa tot timpul.
De gradul de coerență al undelor care interferează depinde staționaritatea și contrastul tabloului de interferență.

## Deosebiri între interferența undelor mecanice și cea a luminii
Interferența undelor electromagnetice din domeniul vizibil, ca și în cazul undelor mecanice, constă în suprapunerea a două sau mai multe unde într-o zonă spațială.
Însă în cazul undelor mecanice, rezultatul interferenței se apreciază în funcție de amplitudinea undei rezultante în acel punct, iar în cazul luminii, rezultatul interferenței se apreciază după intensitatea luminoasă în punctul respectiv.

### Dispozitivul Young

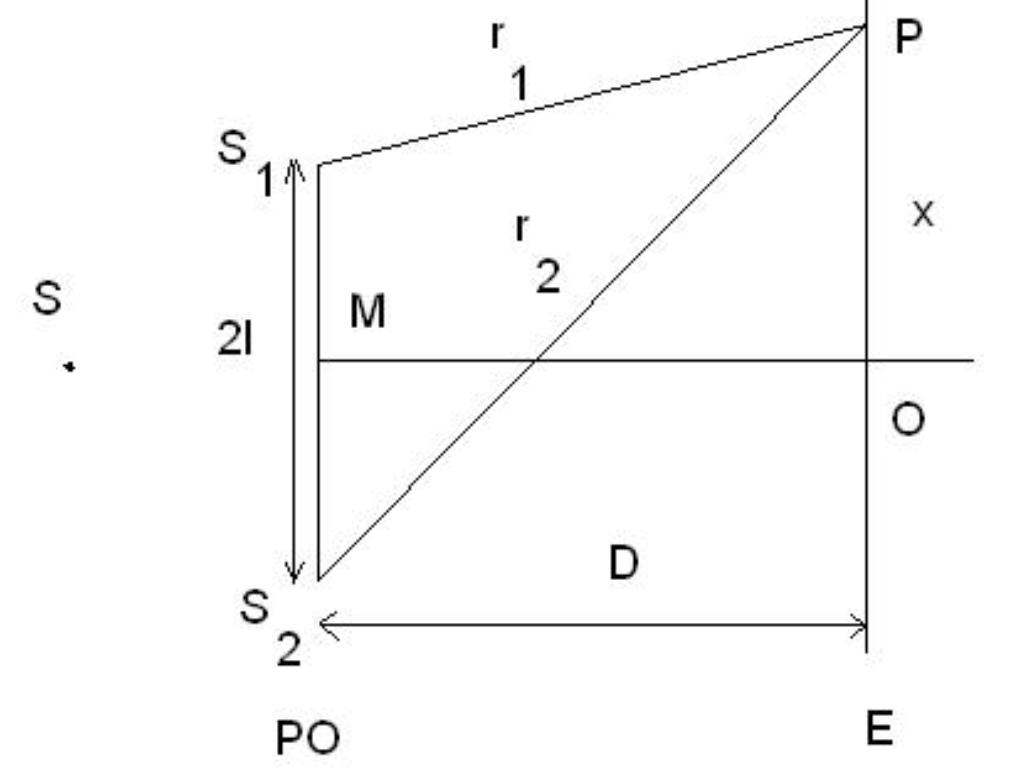
Schema dispozitivului Young.

Dispozitivul constă într-o sursă monocromatică S,  2 fante {\displaystyle S_{1}} respectiv {\displaystyle S_{2}} și un ecran E.
Cele două fante {\displaystyle S_{1}} și {\displaystyle S_{2}} devin surse de lumină coerente datorită unui paravan opac notat PO.
Avem următoarele notații:
{\displaystyle S_{1}S_{2}=2l.\,}
{\displaystyle S_{1}P=r_{1}.\,}
{\displaystyle S_{2}P=r_{2}.\,}
{\displaystyle MO=D.\,}
{\displaystyle PO=x.\,}
Relațiile matematice sunt respectiv:
a) pentru maxim
{\displaystyle r_{2}-r_{1}=2k{\frac {\lambda }{2}}.\,}
b) pentru minim
{\displaystyle r_{2}-r_{1}=(2k+1){\frac {\lambda }{2}}.\,}